# Bactrocera neopropinqua
Bactrocera neopropinqua
 es una especie de insecto díptero que Drew y Albany Hancock describieron científicamente por primera vez en 1994. Esta especie pertenece al género Bactrocera de la familia Tephritidae. 